# Korporativizmus
A korporativizmus (másként korporatizmus) (olaszul: corporativismo) ideológiai irányzat, amely szerint az egyes politikai érdekcsoportok (korporációk) egymással szemben nem ellenségesen állnak, egymással nem sztrájkoktól és osztályharctól terhes viszonyban vannak, hanem a munkabért és a munkafeltételeket békés egyetértésben rendezik. Maga a korporáció szó a latin corporatio (testület) szóból származik.
Két fő formája van: a tekintélyuralmi és a liberális korporativizmus. A tekintélyuralmi korporativizmus Mussolini fasiszta Olaszországában fejlődött ki, és később átvette az ausztrofasizmus és a nemzetiszocializmus is. Lényege a munkavállalóknak kötelezően egységes szakmai szervezetekbe tömörítése az állam által.

## Első történelmi megjelenési formák
Első alkalommal gyakorlatban Benito Mussolini uralma alatt, az olasz fasizmus idején tűnt fel, később aztán ausztrofasizmus néven Engelbert Dollfuß uralma alatt Ausztriában is, a nemzetiszocializmus idején „népközösség“- ként (de:Volksgemeinschaft) jelent meg Németországban, majd Salazar uralma alatt Portugáliában „Estado Novo“ néven, de még Franklin D. Roosevelt elnök is hozzányúlt a korporativizmushoz bizonyos elgondolásaiban a New Deal részeként. A politika az NSZK-nak a háború utáni történetében is magáévá tette a korporatizmus alapgondolatát az ún. Társadalmi Partnerség formájában. Mussolíni esetében a korporatizmus előképeként a brazil diktátor, Getúlio Dornelles Vargas által az 1920-as évek során megvalósított ún. „modern kapitalizmus“ szolgált.
A korporatizmus alapgondolata az, hogy egy ország valamennyi lakosa - függetlenül attól, mely társadalmi réteghez vagy osztályhoz tartozik - közös érdekkel rendelkezik és emiatt az osztályharc maga, valamint a társadalom felosztása munkaadói táborra, ill. munkavállalói táborra az egész társadalom jólétére káros.
A korporatizmus egyrészt reakció volt a 20. század elején beálló pusztító világgazdasági válságra. Ez világszerte bizalmatlanságot ébresztett a szabad piacgazdasággal szemben és sok helyen egy, a középkori céhes rendszerek iránti nosztalgiát keltett. (A legismertebb példa erre XIII. Leó pápának a Rerum Novarum kezdetű enciklikája, mely elősegítette katolikus szakszervezetek megalapítását). Másrészt azonban a korporatizmus reakció volt a szocialista és kommunista osztályharcra is, amit a korporációk közti békés tárgyalásos megoldásnak kellett volna felváltania. További elméleti befolyást gyakorolt a korporatizmus létrejöttére a szindikalizmus, melynek (korai éveiben) Mussolini is híve volt.
Jóval korábbi prefasiszta gondolkodó volt Adam Müller von Nitterdorf, Metternich herceg tanácsadója. Müller a francia forradalom egalitarizmusából és az angol eredetű laissez-faire-kapitalizmusból (más néven manchester-liberalizmusból (Richard Cobden, John Bright, Frédéric Bastiat)) álló veszélyes párost kívánta megfékezni elméletével. A legtöbb német arisztokrata averziója a szabad piacgazdasággal szemben Müller írásainak nagy visszhangjára vezetett.
Olaszországban mindenekelőtt Alfredo Rocco volt a fasiszta ideológia fejlesztője, aki később Mussolini idejében komoly politikai rangra jutott. Rocco 22 korporációra osztotta fel az olasz gazdaságot, ezek mindegyikét a Camera dei Fasci e delle Corporazioni képviselte.

## A korporatizmus megjelenési formái

### A klasszikus korporatizmus
A klasszikus korporatizmus vagy másként állami-autokratikus korporatizmus a korporatizmus egy „felülről“, az állam oldaláról kikényszerített formája volt. Ennek ismertető jegyei: meghatározott számú, mesterségesen képzett, céhszerű kényszer-szövetség, az ezekbe belekényszerített tagsággal. Ezek a szövetségek egymással semmilyen konkurenciában nem álltak és funkcióik szempontjából egymástól elhatárolódtak. Feladatkörükön belül bizonyos képviseleti monopóliummal bírtak, ami kapcsolódott bizonyos állami előírásokhoz. Ez különösen a vezető testület megválasztására, a követelések és érdekek artikulálására vonatkozott. A szövetségek munkája egy, a számukra előre definiált társadalmi célra irányult. Nem a pluralizmusra jellemző csoport–konszenzus útján jött tehát létre, hanem állami előírással.
Az állami-autokratikus korporatizmus formáit túlnyomóan a totaliter rezsimekben találjuk meg (mezőgazdasági termelőszövetkezetek, építőipari szövetkezetek stb).

### Neokorporatizmus
A neokorporatizmus vagy liberális korporatizmus a korporatizmus „alulról“, a társadalom oldaláról szervezett formája. Ez különösen abban nyilvánul meg, hogy szabadon szerveződő érdekszövetségek tagjai szabadon léptek be ezekbe az államhatalom által megadott feladatkörökbe. Körülhatároló és centralizáló tendenciák bizonyos feladatkörökön belül nem az állam előírásaival jönnek létre, hanem ezeket maga a társadalom határozza meg. A korporatizmus e a formája az állam, a szakszervezetek és a munkaadók szövetségének a hármasában testesül meg.
Elsősorban Németországban és más szociális piacgazdaságokban elterjedt jellemzője a politikai kultúrának a következő: Munkaadók és dolgozók nem sztrájkokkal vagy más harci eszközökkel keresnek megoldást pl. a bérkövetelésekre, hanem megpróbálnak a makroökonómia érdekében lehetőleg súrlódásmentesen egyezséget elérni. A korporatizmus kritikusai e téren a szakszervezeteket azzal vádolják, hogy nem elég erélyesen képviselik a tagság érdekeit.
A neokorporatizmus elsősorban a konszenzus-orientált demokráciákban található meg. Egy példája lehet ennek az társadalmi partnerség osztrák modellje.

## A korporatizmus kritikája
A kritika az államot és a népgazdaságot érintő előnyök és hátrányok alapján tagolódik. Elsősorban a neokorporatizmusra vonatkozik, mivel ez a klasszikus korporatizmusnál nagyobb aktualitással bír.
Mindenekelőtt a gazdaság-liberális beállítottságú kritikusok tekintik a klasszikus korporatizmust egyfajta az állam által ellenőrzött tervgazdaságnak. Szerintük a kommunista tervgazdaságtól csak az különbözteti meg, hogy az eredeti vállalkozót nem fosztják meg tulajdonjogától, hanem integrálják a tervgazdaságba. Ezáltal államilag védett kartellek keletkeznek, így a szabad piacgazdaságnál kevesebb jólét keletkezik az egész gazdaság szintjén.
Elsősorban a kormányozhatóság növekedése bizonyul előnynek a neokorporatizmus keretei között. Az állam a gazdaságból és társadalomból jövő információk nélkül csak rosszul képes reagálni a társadalmon belüli mozgásokra, emiatt rászorul az érdekeket képviselő szervezetektől nyerhető információkra. Ez az államapparátus munkáját megkönnyíti, minthogy az érdekegyesítő szervezetek a tudásukat rendelkezésre bocsátják. Ezek a szervezetek a saját működésük területén ezen túlmenően a kormányzás köztes lépcsőiként működnek. Fennáll azonban az intézményesedés tendenciája - ez a képviseleti elv egyik tulajdonsága - , mely a megválasztott érdek-képviselőket afelé tereli, hogy inkább a tárgyalások sikerére koncentráljanak és kevésbé a saját bázisuk érdekeire.
A korporatizmus komoly hátrányának bizonyul az állami hivatalok „foglyulejtése“, valamint egy, a parlamentáris demokráciát gyengítő folyamat, mely az érdekképviseletet közvetlenül a kormányra helyezi át; a parlamentet megkerülni látszik. Ennek célja, hogy már korán, a törvények előkészítésének a szakaszában hatást gyakoroljon a törvényalkotásra. Különösen vonatkozik ez a gazdaságpolitika területére, a hagyományos érdekképviseleti szervekre (szakszervezetek, munkaadók szövetsége). Így fennáll a probléma, hogy nem az egész gazdaság, hanem csupán néhány szervezett felső szövetség jóléte valósul meg. Úgyszólván a „szövetség-állam“ létrejötte fenyeget.

## Korporatizmus Dél-Amerikában
A korporatizmus ideológiája Dél-Amerikában gátja volt és ma is gátja a múltbeli diktatórikus tettek és ezek megélése kulturális feldolgozásának. A korporatizmus e kontinensen igen markáns módon van és volt jelen (a javak elosztása, a klientúra érdekképviselete, a privilégizált rétegek, a katolikus klérus és az állam szövetében), mind a mindenkori diktatúrákat megelőzően, mind azokat követően.

## Fordítás
- Ez a szócikk részben vagy egészben  a   Korporativismus című német Wikipédia-szócikk fordításán alapul.  Az eredeti cikk szerkesztőit annak laptörténete sorolja fel. Ez a jelzés csupán a megfogalmazás eredetét és a szerzői jogokat jelzi, nem szolgál a cikkben szereplő információk forrásmegjelöléseként.